# Рікенбах (Люцерн)
Рікенбах (нім. Rickenbach LU) — громада  в Швейцарії в кантоні Люцерн, виборчий округ Зурзее.

## Географія
Громада розташована на відстані близько 65 км на північний схід від Берна, 22 км на північний захід від Люцерна.
Рікенбах має площу 11,9 км², з яких на 11,7% дозволяється будівництво (житлове та будівництво доріг), 57% використовуються в сільськогосподарських цілях, 31,2% зайнято лісами, 0,1% не є продуктивними (річки, льодовики або гори).

## Демографія
2019 року в громаді мешкало 3398 осіб (+12,1% порівняно з 2010 роком), іноземців було 18,6%. Густота населення становила 287 осіб/км².
За віковим діапазоном населення розподілялося таким чином: 23,4% — особи молодші 20 років, 61% — особи у віці 20—64 років, 15,7% — особи у віці 65 років та старші. Було 1340 помешкань (у середньому 2,5 особи в помешканні).
Із загальної кількості 1393 працюючих 96 було зайнятих в первинному секторі, 709 — в обробній промисловості, 588 — в галузі послуг.